# Buccanodon
Buccanodon is een monotypisch geslacht van vogels uit de familie Lybiidae. De enige soort:
- Buccanodon duchaillui – Geelvlekbaardvogel